# NEFM
NEFM‏ (Neurofilament medium) هوَ بروتين يُشَفر بواسطة جين NEFM في الإنسان.